# Jeffrey Kuipers

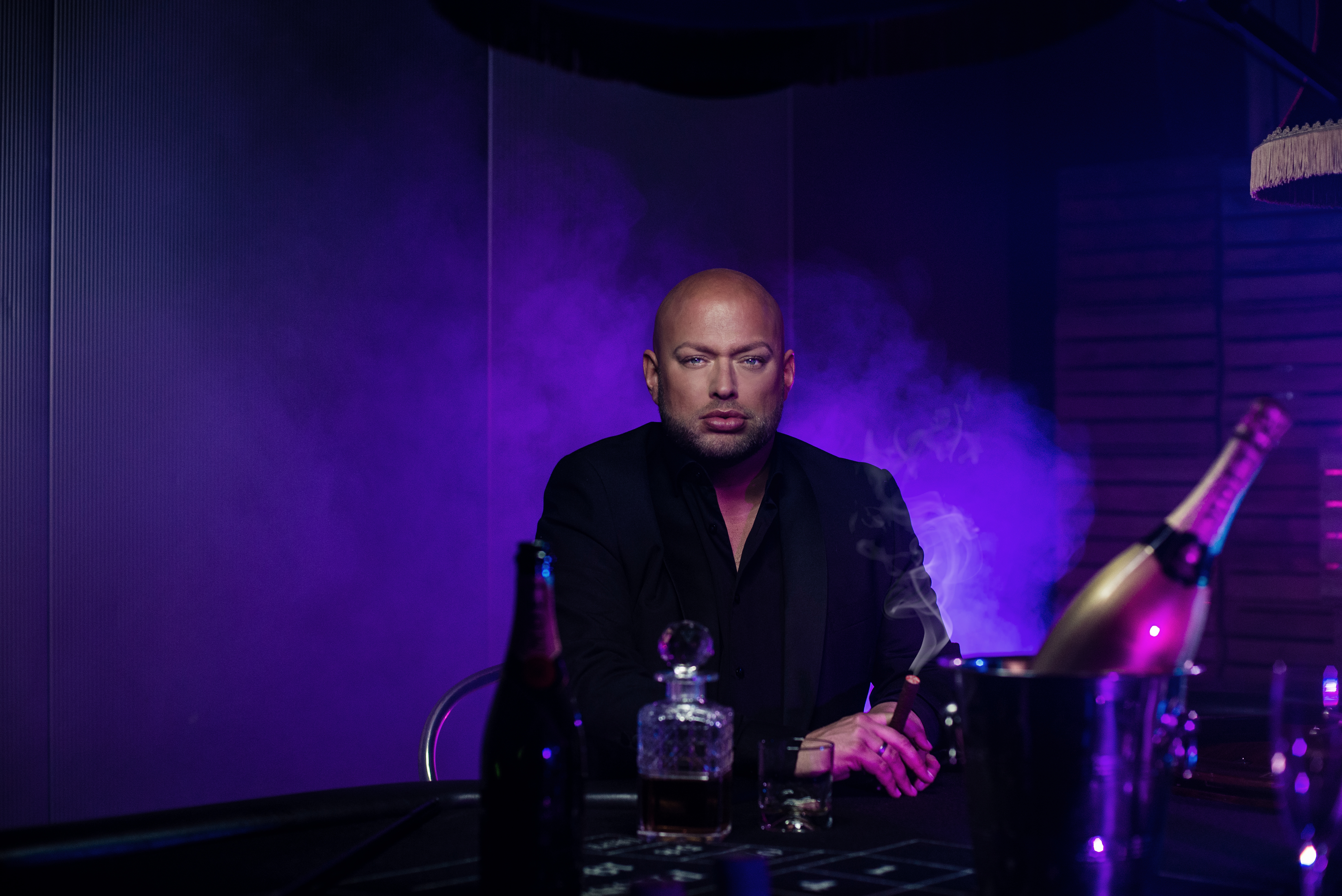

Jeffrey Kuipers (Emmen, 6 november 1980) is een Nederlands zanger.

## Biografie
Jeffrey Kuipers is een allround zanger, bij groter publiek bekend van een aantal Nederlandstalige hits.
In 1997 zet de van oorsprong Drentse zanger zijn eerste professionele stappen in de Nederlandse muziekindustrie. Kuipers tekent op 17-jarige leeftijd een contract bij platenmaatschappij EMI. Onder die vlag brengt hij in 1998 zijn debuutalbum ‘Jeffrey’ uit. Dit album wordt geproduceerd door Donky Music en Hans van Vondelen, van de Fendal Sound Studios is verantwoordelijk voor de productie. Op het album staat onder meer de ballad ‘Soms hoor ik weer je stem’.
In 2003 doet Kuipers mee met het Nationaal Songfestival. Met het nummer ‘Waar en wanneer’ heeft Jeffrey geen succes. Later in 2003 heeft Kuipers meer succes met ‘Alles wat je zei’, geproduceerd door Emile Hartkamp. Hiermee scoort hij een hitje, want het liedje komt in de Mega Top 100.
In 2005 schrijft hij de single ‘Ware liefde’. In 2007 heeft hij een kroegenhit met ‘Ware liefde’.
In mei 2015 brengt Kuipers voor het eerst in zes jaar weer een plaatje uit. Met ‘Overdonderd’ maakt hij zijn retour naar de Nederlandse podia. Met de single ‘Daar sta je dan’, januari 2016, gaat de grote wens om een dramatische ballad te maken eindelijk in vervulling. Kuipers schrijft zelf de Nederlandse tekst voor het nummer dat oorspronkelijk van Julio Iglesias is.
Op zijn verjaardag, 6 november 2016, lanceert Jeffrey Kuipers de single ‘Wat je zegt’. De productie is in handen van Martin Sterken, de tekst is van Kuipers' hand. De boodschap in de tekst van de videoclip maakt duidelijk dat huidskleur, geaardheid en komaf geen rol zouden moeten spelen.
In maart 2017 wint Jeffrey Kuipers de ‘Jantjes Verjaardag Talentenjacht’. Hij wint onder andere een reis naar Ibiza én hij is een jaar lang de vaste huiszanger van de bekende Amsterdamse discotheek Jantjes Verjaardag.
In de zomer van 2017 wordt Jeffrey gevraagd om te zingen tijdens AVROTROS Muziekfeest op het Plein, in zijn geboorteplaats Emmen. In september 2017 wordt de goedlachse zanger met zijn single ‘Wat je zegt’ genomineerd voor een BUMA NL award, in de categorie ‘Meest succesvolle single – Hollands’.
In 2018 wordt hij gevraagd om op te treden tijdens Dutch Valley op de Jantjes Apres Ski Stage. Tevens wordt hij gevraagd om te zingen in het voorprogramma van Tino Martin tijdens diens ‘In the round’ concert in de Ziggo Dome.
In mei 2019 start Jeffrey Kuipers met #projectmollie. De eerste single van dit twaalf maanden durende project beleeft zijn release op 1 mei 2019 en heet 'Alsof ik niets weet'. De productie van het singletje en #projectmollie is in handen van Jeroen Russchen.
In 2022 doet Jeffrey Kuipers mee aan het SBS6-programma De Hollandse Nieuwe. Tijdens de eerste ronde wist hij de jury (bestaande uit René Froger, Samantha Steenwijk en Danny de Munk) te imponeren met zijn soulvolle vertolking van ‘Eenzaam Zonder Jou’. Tijdens de tweede ronde zette de flamboyante zanger zijn vertolking van ’T Is Voorbij’  van André Hazes neer en verzekerde zich hiermee van een plek in de finale van het programma.
Jeffrey won het programma niet maar liet desondanks een goede indruk achter bij het grote publiek. In hetzelfde jaar was hij onder andere te zien bij het festival Dutch Valley en het Sterren NL Muziekfeest op het Plein.